# Eduardo L. Bidau
Eduardo Luis Bidau (Buenos Aires 1862-1921) es un abogado y jurista argentino. Se destacó por sus trabajos sobre Derecho internacional público. Experto jurídico de la comisión que discutió la cuestión de límites en la Patagonia entre Argentina y Chile hacia fines del siglo XIX.

## Trayectoria
Se casa con Ángela Lastra Quirno Costa con quien tiene seis hijos, entre ellos, Eduardo Luis Bidau Lastra, que también fue un destacado abogado.
Bidau se especializó en temas afines a las relaciones entre los países de América, especialmente en el establecimiento de fronteras. Al respecto, formó parte de la comisión que negoció con Chile la cuestión de la soberanía de la Patagonia. La tarea desempeñada por Bidau fue decisiva en las negociaciones, que permitieron fijar los límites entre Argentina y Chile.

## Obras
- Bidau, Eduardo L. (1888). Privilegios diplomáticos. Buenos Aires: Compañía Sud-Americana de Billetes de Banco.
- Bidau, Eduardo L. (1885). Hipoteca naval : tesis presentada á la Facultad de Derecho y Ciencias Sociales para optar al grado de doctor en jurisprudencia. Buenos Aires: Sud-América.
- Piñero, Norberto; Bidau, Eduardo L. (1889). Historia de la Universidad de Buenos Aires. Buenos Aires: Martín Biedma.